# Ochrostigma djezina
Ochrostigma djezina är en fjärilsart som beskrevs av Bang-haas 1937. Ochrostigma djezina ingår i släktet Ochrostigma och familjen tandspinnare. Inga underarter finns listade i Catalogue of Life.